# Toivo Haapanen
Toivo Elias Haapanen (né le 15 mai 1889 à Karvia, mort le 22 juillet 1950 à Asikkala) est un chef d'orchestre et chercheur en musicologie finlandais.

## Recherche musicologique

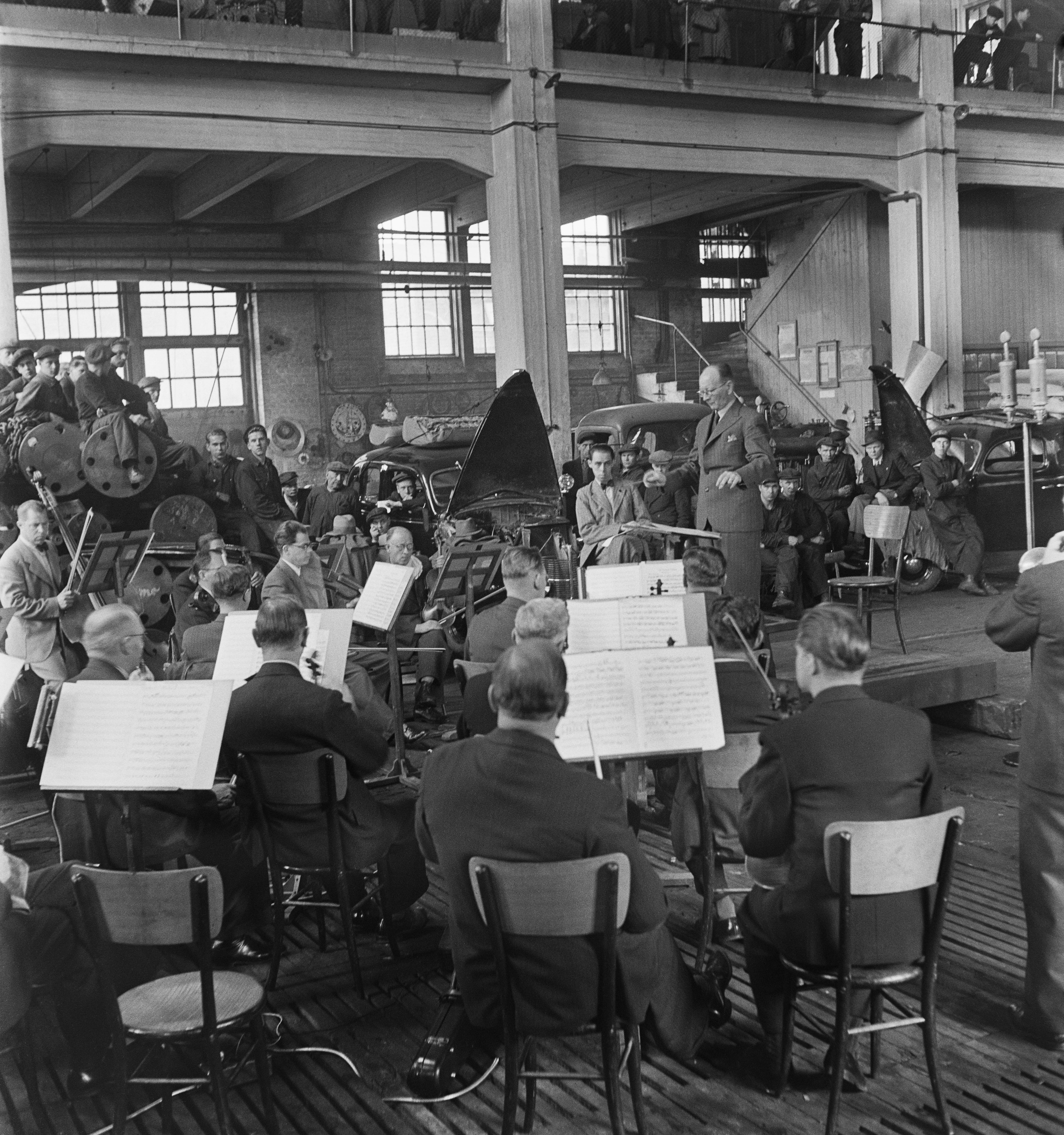
Haapanen dirige l'orchestre symphonique de la radio finlandaise en concert au chantier naval de Hietalahti à Helsinki en 1945

À partir de 1922, Toivo Haapanen s'emploie à recueillir et rapprocher les fragments de plus de 4 000 parchemins liturgiques datant des années 1050-1522 qui sont conservés à la bibliothèque de l'université d'Helsinki.
Il rassemble et catalogue ainsi les débris de plusieurs missels, pour la plupart de provenance finlandaise (diocèse d'Abô surtout), qui s'échelonnent du XIe au XVe siècle, dispersés ou partiellement détruits lors de la Réforme protestante.

## Ouvrages
- (de) Die Neumenfragmente der Universitäts-Bibliothek Helsingfors. (thèse), Helsinki, université d'Helsinki, 1924
- (fi) Suomalaiset runomittateoriat 1800-luvulla, Helsinki, Suomalaisen Kirjallisuuden Seura, 1926
- (fi) Suomen säveltaide, Helsinki, Otava, 1940
- (fi) Musiikin tietokirja, Helsinki, Otava, 1948